# Balthasar-Neumann-Chor und -Ensemble

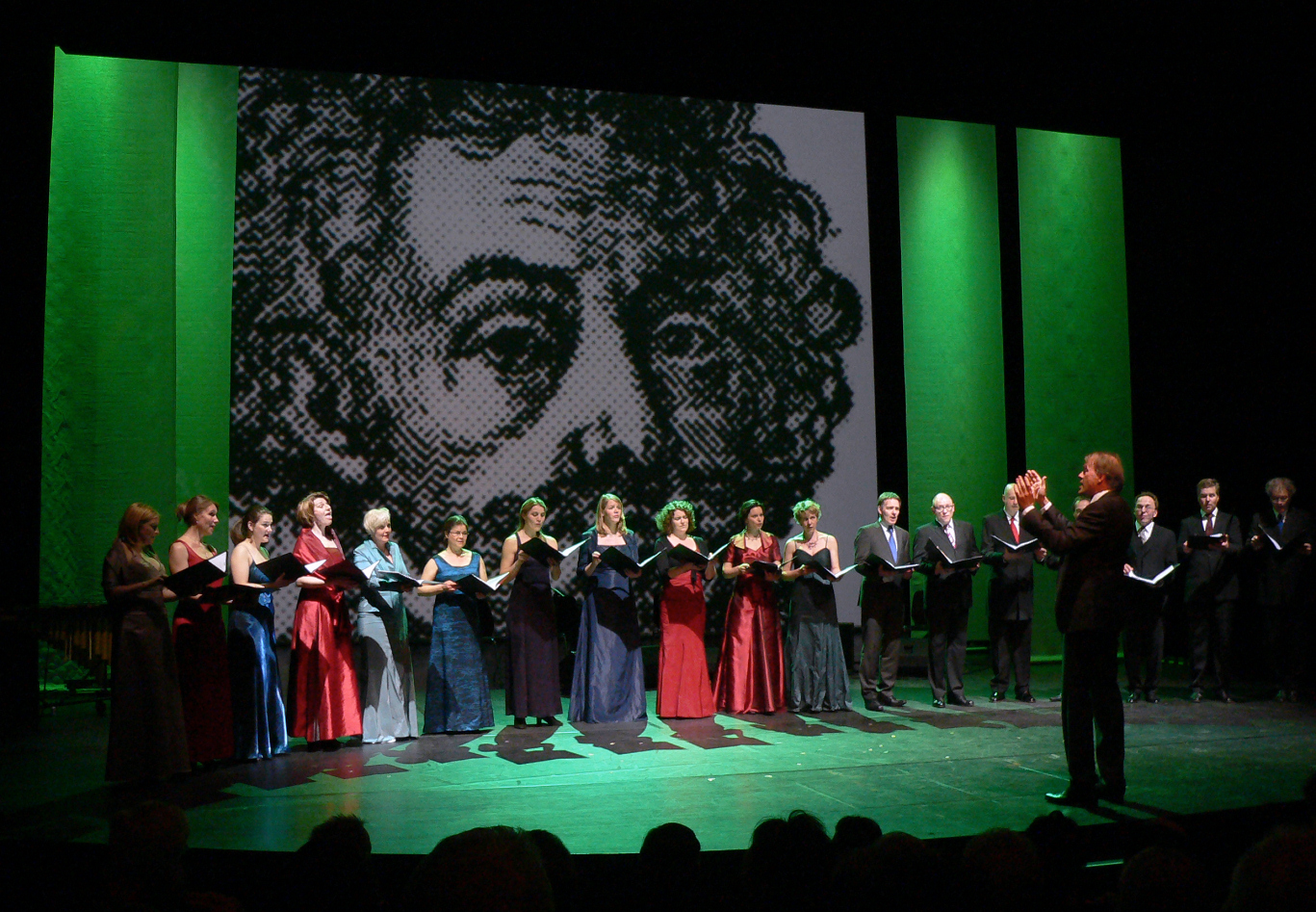
Thomas Hengelbrock dirigiert den Balthasar-Neumann-Chor bei der Gala zur Verleihung des Praetorius Musikpreises 2012

Der Balthasar-Neumann-Chor ist ein professionelles Vokalensemble, das sich aus Gesangssolisten formiert. Das Balthasar-Neumann-Ensemble ist ein professionelles Orchester, spezialisiert auf historische Aufführungspraxis.

## Werdegang
Im Jahr 1991 gründete der Dirigent Thomas Hengelbrock in Freiburg im Breisgau den Chor und benannte ihn nach dem barocken Baumeister Balthasar Neumann, dessen architektonische Werke geprägt waren von ganzheitlicher Planung von Bau, Malerei, Skulptur und Garten. In Anlehnung an diese Denkart streben Chor und Ensemble nach Einklang von Musik und Aufführungsbedingungen. In kleiner Besetzung und mit der Möglichkeit, auch virtuose Partien mit eigenen Sängern zu besetzen, führt der Chor Kompositionen wie Monteverdis Marienvesper bis hin zu Bachs Vokalwerken auf, in größerer Besetzung widmet er sich der Musik des 19. bis 21. Jahrhunderts.
1995 formierte Thomas Hengelbrock das Balthasar-Neumann-Ensemble. Einer historisch informierten Aufführungspraxis folgend musiziert es auf dem jeweils der Zeit angemessenen Instrumentarium. Das Repertoire beider Klangkörper reicht vom Frühbarock bis zur Moderne.
Aus der engen und kontinuierlichen Zusammenarbeit des Balthasar-Neumann-Chors mit dem Balthasar-Neumann-Ensemble entstehen Konzertprogramme und Musiktheaterproduktionen unter Regisseuren wie Achim Freyer, Philippe Arlaud oder dem Gründer Thomas Hengelbrock. Mit der Entdeckung in Vergessenheit geratener Werke und mit Neuinterpretationen bekannten Repertoires treten Thomas Hengelbrock und seine Ensembles international hervor.
Neben Karnevalsmusiken des 17. Jahrhunderts oder den Metamorphosen der Melancholie, Programmen, die der Idee des barocken Welttheaters nachspüren, wurden Bühnenmusiken wie Robert Schumanns Manfred oder Edvard Griegs Peer Gynt im Kontext von Byron und Ibsens Dramen auf neue Weise interpretiert. Hierbei arbeiteten Chor und Ensemble eng mit den Schauspielern Graham Valentine und Klaus Maria Brandauer zusammen. In Zusammenarbeit mit dem Regisseur Achim Freyer entstand 1996 für die Schwetzinger Festspiele und die Oper Bonn mit dem Chor eine szenische Aufführung der h-Moll-Messe von Johann Sebastian Bach. Die Solopartien werden hierbei aus dem Chor besetzt, der das Werk auswendig singt. Wiederaufnahmen mit dem Balthasar-Neumann-Ensemble sind seit 2002 erfolgreich.
Von 1998 bis 2005 führte der Südwestrundfunk mit Balthasar-Neumann-Chor und -Ensemble eine eigene Konzertreihe unter dem Motto Abenteuer Musik durch. Unbekanntere Werke, wie zum Beispiel die Missa superba von Johann Kaspar Kerll oder die Missa sapientiae von Antonio Lotti, wurden hier dem Publikum vorgestellt. In dieser Reihe wurde auch Antonio Lottis Requiem F-Dur erstmals wieder aufgeführt.
Beide Ensembles präsentierten sich im Jahr 2005 und 2008 auch an der Opéra national de Paris. Gemeinsam mit dem Ensemble im Orchestergraben musizierend, brachte der Chor die opéra dansé Orpheus und Eurydike in der Choreographie von Pina Bausch (Musik: Christoph Willibald Gluck) zu Gehör.
Eigene Konzertprojekte des Chores fanden unter anderem auf der Expo 2000 mit der Kammerphilharmonie Bremen oder mit Programmen wie der Romantischen Chornacht 2007 in Lörrach statt.
Im Jahr 2006 eröffnete das Ensemble unter Hengelbrocks Leitung das M22-Projekt der Salzburger Festspiele: Anlässlich des 250. Geburtstags von W. A. Mozart führten die verschiedensten Orchester, Chöre, Dirigenten und Solisten in der Festspielzeit alle 22 szenischen Bühnenwerke des Komponisten auf. Das Orchester brachte hier unter Hengelbrocks Regie und musikalischer Leitung zusammen mit fünf Solisten Mozarts frühe Oper Il re pastore von 1775 auf die Bühne.
Seit ihrer Gründung erhielten Chor und Ensemble zahlreiche Auszeichnungen, unter anderen wurde ihnen und mehrfach der Echo Klassik verliehen. 2005 erhielten sie den Kulturpreis Baden-Württemberg (Hauptpreis, geteilt mit dem Aktionstheater Panoptikum). 2010 erhielt die Einspielung von Chorwerken Jan Dismas Zelenkas, Johann Sebastian Bachs und Antonio Lottis einen Gramophone Award in der Sparte Baroque Vocal.

## Diskographie
CD:
- J. S. Bach: h-Moll-Messe, Balthasar-Neumann-Chor, Freiburger Barockorchester, Ltg.: Thomas Hengelbrock, dhm 05472 77380 2 (1997)
- Antonio Lotti: Requiem, Miserere, Credo, Balthasar-Neumann-Chor und Ensemble, Ltg.: Thomas Hengelbrock, dhm 05472 77507 2 (1999)
- Festa teatrale – Carnival in Venice & Florence, Maskeraden, Ballette und Karnevalsszenen von Monteverdi, Vecchi u. a., Balthasar-Neumann-Chor und Ensemble, Ltg.: Thomas Hengelbrock, dhm 05472 77520 2 (2000)
- J. S. Bach: Psalm 51/ F. Durante und A. Scarlatti: Concerti, Balthasar-Neumann-Ensemble, Maya Boog, Sopran, Michael Chance, Alt, Ltg.: Thomas Hengelbrock, dhm 05472 77508 2 (2000)
- Musik für San Marco in Venedig, Balthasar-Neumann-Chor und Ensemble, Ltg.: Thomas Hengelbrock, dhm 05472 77531 2 (2001)
- J. Haydn: Die Schöpfung, Balthasar-Neumann-Chor und Ensemble, Simone Kermes, Gabriel / Dorothee Mields, Eva / Steve Davislim, Uriel / Johannes Mannov, Raphael; Locky Chung, Adam / Ltg.: Thomas Hengelbrock, dhm 05472 77537 2 (2002)
- A. Lotti: Missa Sapietiae / J.S. Bach: Magnificat BWV 243a, Balthasar-Neumann-Chor und -Ensemble, Ltg.: Thomas Hengelbrock, dhm 05472775342 (2003)
- F. Durante: Magnificat B-Dur, E.d'Astorga: Stabat mater, G.P.Pergolesi: Confitebor tibi Domine, Balthasar-Neumann-Chor, Freiburger Barockorchester, Ltg.: Thomas Hengelbrock, dhm 05472 77369 2 (2004)
- DIXIT: G. F. Händel, Dixit Dominus / A. Caldara, Missa Dolorosa & Crucifixus, Balthasar-Neumann-Chor und Solisten, Balthasar-Neumann-Ensemble, Ltg.: Thomas Hengelbrock, dhm 82876 58792 2 (2004)
- Aus der Notenbibliothek von Johann Sebastian Bach Vol. II, Werke von Pachelbel, J.C. Kerll und J.S. Bach, Balthasar-Neumann-Chor und Solisten, Balthasar-Neumann-Ensemble, Ltg.: Thomas Hengelbrock, hänssler classic (2005)
- Aus der Notenbibliothek von Johann Sebastian Bach Vol. I, Werke von T. Albinoni, F.B. Conti, P.A. Locatelli, G.Fr.Händel und J.S. Bach, Sibylla Rubens, Sopran, Balthasar-Neumann-Ensemble, Ltg.: Thomas Hengelbrock, hänssler classic (2005)
- Lebenslust und Sterbekunst, Motetten und Kantaten von Bach und Purcell, Balthasar-Neumann-Chor und -Ensemble, Ltg.: Thomas Hengelbrock, dhm (2007)
- J. D. Zelenka: Miserere c-Moll, J. S. Bach: Kantate Weinen, Klagen, Sorgen, Zagen, A. Lotti: Missa a tre cori, Balthasar-Neumann-Chor, Balthasar-Neumann-Ensemble, Ltg.: Thomas Hengelbrock, dhm 88697526842 (2009)
- Nachtwache, a-cappella-Werke von J. Brahms, F. Mendelssohn Bartholdy, R. Schumann, C. Schumann, M. Reger u. a.; Gedichte von C. v. Brentano, J. v. Eichendorff, H. Heine, E. Mörike und Novalis; Balthasar-Neumann-Chor, Johanna Wokalek, Rezitation, Ltg.: Thomas Hengelbrock, dhm 88691999372 (2012)

DVD:
- W. A. Mozart: Il re pastore, Solisten, Balthasar-Neumann-Ensemble, Bühne und Kostüme: Mirella Weingarten, Regie und musikalische Leitung: Thomas Hengelbrock, Deutsche Grammophon, DVD-Video 073 422-5 (Salzburger Festspiele 2006)
- Chr. W. Gluck: Orpheus und Eurydike, Opéra dansé von Pina Bausch, Solisten, Les Étoiles, les Premiers Danseurs et le Corps de Ballet de l’Opéra National de Paris, Balthasar-Neumann-Chor, Balthasar-Neumann-Ensemble, Choreographie und Regie: Pina Bausch, Musikalische Leitung Thomas Hengelbrock, BelAir (Palais Garnier Paris 2009)